# نيت ليبي
نيت ليبي (بالإنجليزية: Nate Libby)‏ هو سياسي أمريكي، ولد في 1985. حزبياً، نشط في الحزب الديمقراطي. وقد انتخب عضو مجلس نواب مين.